# Calpurnia Pisonis
Calpurnia Pisonis Gaius Julius Caesar harmadik felesége volt. Férje őt csalta meg Kleopátra egyiptomi királynővel, akitől Caesarion nevű fia született. Nagy érzelmi csapásként érte Caesar nyilvános bejelentése Rómában, miszerint Kleopátrával közös gyermekük született. Calpurnia mindig is tudott hitvese hűtlenkedéseiről, de azokat nem rótta fel férjének, mert nem akarta elveszíteni rangját és biztos pozícióját, mint Caesar hitvese, s mert őszintén szerette férjét és felnézett rá elért sikerei miatt. Nem tartotta legnagyobb vetélytársát, az egyiptomi királynőt veszélyesnek, amikor tudomást szerzett viszonyáról Caesarral. Ám amikor a királynő, akit a római polgárok gyűlöltek feslett életmódja miatt, Rómába érkezett, szinte kényszerítette szeretőjét, hogy a nagy nyilvánosság előtt is ismerje el gyermeküket mint örökösét, Calpurnia megértette, milyen nagy befolyással van hitvesére Kleopátra.
Caesar végül is nem Caesariont nevezte meg utódjául, hanem megmaradt azon elhatározásánál, hogy Octavianus nevű unokaöccse legyen örököse, ugyanis régebben nem is reménykedett már benne, hogy fiú utódja születik feleségétől, így a legközelebbi férfirokona jöhetett csak szóba utódként. S habár nem vált el Calpurniától hivatalosan, Egyiptom trónján meghagyta Caesariont és Kleopátrát. Csakhogy Octavianus még így is vetélytársnak tartotta Kis Cézárt, részt vett a Caesar életét kioltó merénylet kitervelésében is, s magához ragadta a hatalmat Rómában, nem sokkal később pedig megölette Kis Cézárt. Calpurniát mélyen lesújtotta hitvese halála, s onnantól kezdve visszavonultan, csendesen élte le élete hátralévő részét.